# Anatomia da Crítica
A Anatomia da crítica: Quatro ensaios (Princeton University Press, 1957) de Herman Northrop Frye busca formular uma visão geral do escopo, teoria, princípios e técnicas da Crítica literária derivada exclusivamente da literatura. Frye omite conscientemente qualquer crítica específica, oferecendo ao invés disso uma teoria de inspiração clássica dos modos, símbolos, mitos e gêneros, da literatura, que ele chamou de "um grupo interconectado de sugestões" para a teoria literária.
A abordagem literária proposta por Frye foi bastante influente na décadas anteriores ao Desconstrutivismo literário e outras expressões do Pósmodernismo
Os quatro ensaios de Frye se localizam entre a "Introdução polêmica" e a "Tentativa de conclusão", e possuem os seguintes títulos:
- Crítica histórica: uma teoria dos modos
- Crítica ética: uma teoria dos símbolos
- Crítica arquetípica: uma teoria dos mitos
- Crítica retórica: uma teoria dos gêneros

## Introdução polêmica
A intenção da introdução é defender a necessidade da crítica literária, distinguir sua natureza e a natureza de outras formas de crítica, além de esclarecer uma diferença entre a experiência direta com a literatura e o estudo sistemático da crítica.
Algumas razões justificam chamar a introdução de 'polêmica'. Ao defender a necessidade da crítica literária, Frye opõe-se à noção, comum a Tolstoy e ao pensamento romântico, de que o 'gosto natural' é superior ao estudo acadêmico (e por extensão, à crítica). Do outro lado, ele também se opõe à ideia de que a resposta do público seja inversamente proporcional ao valor real da obra, que é comum dentro de um tipo de crítica que tem seu ápice na era vitoriana.
Frye também acusa uma série de métodos (e.g.. marxista, freudiano, Junguiano, neoclássico, etc.) como sendo representantes de uma 'falácia determinista'. Ele não se opunha a nenhuma dessas ideologias em particular, mas via a aplicação de qualquer ideologia à literatura como um desvio da crítica genuína. Segundo ele, isso significa submeter um trabalho literário ao gosto filosófico individual e à glorificação ou demonização de um autor conforme uma preferência ideológica.
Outro objetivo de Frye é distinguir o gosto pessoal da crítica genuína. O gosto pessoal é muito facilmente influenciado pela moral vigente, pelos valores e costumes de cada sociedade em seu determinado período histórico. Se o gosto sucumbe inteiramente a essas forças sociais, o resultado é o mesmo para quem adota conscientemente um ponto de vista condicionado por preferências ideológicas, conforme dito acima. Assim, se há um consenso entre os críticos de que o trabalho de John Milton é melhor que de R. D. Blackmore (para usar um exemplo do próprio Frye), a crítica contribui pouco ao afirmar isso. Em outras palavras, juízos de valor contribuem pouco para a crítica inteligente.
Em lugar da crítica sem sentido, Frye propõe uma crítica genuína que baseia seu método no corpo literário propriamente dito. A crítica literária deve ser o estudo sistemático dos trabalhos literários, assim como a física estuda a natureza e a história estuda a ação humanos. Frye assume explicitamente que para ser possível um estudo sistemático, o livro já deve possuir uma natureza sistêmica. Frye argumenta que sabe-se pouco sobre essa sistematização da literatura e que o seu estudo progrediu pouco desde Aristóteles.
Frye conclui a introdução abordando os pontos fracos das suas ideias. Ele menciona que a introdução é polêmica, mas que é escrita na primeira pessoa para reconhecer a natureza pessoal dos seus argumentos. Ele admite que os ensaios que se seguem podem apenas dar uma noção preliminar e provavelmente inexata do sistema literário. Ele concede que faz generalizações que podem se provar falsas à luz de exemplos específicos. Finalmente, ele reafirma que enquanto muitos sentem uma "repugnância emocional" contra a esquematização poética, esse esquematização deve ser considerada um aspecto da crítica, e não da experiência pessoal, vibrante e direta com a literatura em si - assim como o geólogo abstrai do seu trabalho sistemático para desfrutar a beleza de uma montanha.

## Primeiro ensaio - Crítica histórica: uma teoria dos modos
Frye inicia sua sistematização da literatura com três aspectos da poesia dados por Aristóteles em sua Poética: mito (enredo), ethos (caracterização e definição) e dianóia (tema/ideia). Frye enxerga a literatura como pertencendo a um espaço contínuo que varia entre obras guiadas pelo enredo (mythos), como na maioria das obras de ficção, e obras guiadas pela ideia (dianoia), como em ensaios temáticos ou retóricos, e até na poesia lírica. O Primeiro Ensaio começa explorando os diferentes aspectos da ficção (subdivididos entre trágica e cômica) dentro de cada "modo" conforme proposto por ele, e termina com uma discussão similar sobre a literatura temática.
|                 | Mítico     | Romântico | Mimético alto     | Mimético baixo | Irônico         |
| --------------- | ---------- | --------- | ----------------- | -------------- | --------------- |
| Modos trágicos  | dionisíaco | elegíaco  | tragédia clássica | pathos         | bode expiatório |
| Modos cômicos   | apolíneo   | idílico   | aristofânico      | menândico      | sadismo         |
| Modos temáticos | escritural | crônicas  | nacionalismo      | individualismo | descontinuidade |

Frye divide seu estudo da literatura trágica, cômica, e temática em cinco "modos", cada um identificado com uma época literária específica: mítico, romântico, mimético alto, mimético baixo, e irônico. Essa categorização é também uma representação do "ethos" aristotélico, ou a caracterização, e se relaciona com a maneira pela qual o protagonista é retratado diante do resto da humanidade ou em relação ao seu próprio ambiente. Frye sugere que as civilizações clássicas tenham a história do desenvolvimento desses cinco modos, e que algo similar aconteceu na civilização ocidental durante o período medieval e moderno. Ele especula que a ficção contemporânea possa vivenciar um retorno ao mito, completando o ciclo dos cinco modos. Frye argumenta que, quando a ironia é levada ao extremo, ela retorna ao modo mítico; esta concepção de "ciclicidade" ou "recursividade" está próxima das concepções de Gianbattista Vico e Oswald Spengler, influentes em Frye.
Assim, os cinco modos de Frye representam:
- Modo mítico: quando o protagonista é superior aos demais em espécie, ele é um deus;
- Modo romântico: o protagonista não é superior em espécie, mas em grau, ou em valores; ele é, portanto, um herói;
- Modo mimético-alto: o protagonista é um líder, mas está sujeito às mesmas paixões, doenças, ou à falibilidade do homem comum;
- Modo mimético-baixo: o protagonista é uma pessoa comum, não pertencendo a nenhuma classe elevada de sua sociedade;
- Modo irônico: o protagonista é alguém a quem o leitor enxerga como se olhasse "de cima pra baixo", seja porque o protagonista é ignorante das forças que regem os acontecimentos em seu universo, ou porque ele é inferior em inteligência ou poder de articulação às demais pessoas em seu ambiente.

Dada esta classificação, Frye desenvolve o argumento dos "modos" históricos demonstrando uma forma de "análise combinatória" para as categorias da tragédia, comédia e literatura temática.
A tragédia se trata da separação do homem de sua sociedade.
- A tragédia mítica lida com a morte ou a queda de um deus, sua expulsão da sociedade dos deuses e seu consequente desmembramento (o mito de Prometeu é um arquétipo central a este modo);
- A tragédia romântica está contida nas elegias, narrativas que acompanham o luto contemplativo pela morte de um grande herói, como o Rei Arthur ou Beowulf;
- A tragédia do mimética-alto apresenta a queda de um líder, como Othelo ou Édipo;
- A tragédia do mimético-baixo apresenta o isolamento ou sacrifício de uma pessoa comum, evocando um pathos social, assim como a Tess de Thomas Hardy ou a Daisy Miller de Henry James;
- A tragédia irônica representa a morte ou os sofrimentos de um protagonista fraco e piedoso, se comparado ao resto da humanidade ou ao seu ambiente. Algumas obras de Franz Kafka podem servir como exemplo desse modo. Em alguns casos, o protagonista não é necessariamente mais fraco, mas sofre uma perseguição injusta por parte de uma sociedade imoderada. O Hester Prynne de Nathaniel Hawthorne, ou até o sentenciamento de Adão e Jesus Cristo podem ser vistos como exemplos desse modo.

A comédia está preocupada com a integração da sociedade.
- A comédia mítica lida com a aceitação na sociedade dos deuses, geralmente após um número de trabalhos e provações, como com Hércules, ou através da salvação ou assunção, como na Bíblia cristã;
- Na comédia romântica, o ambiente é pastoral ou idílico, e há uma reintegração do herói com uma forma de natureza idealizada e simplificada;
- A comédia do mimético-alto envolve um personagem central forte que constrói sua sociedade pela força ou inteligência, obstruindo suas oposições, até que o protagonista termina com todas as honras e riquezas que merece - como nas peças de Aristófanes ou o Próspero de Shakespeare;
- A comédia do mimético-baixo geralmente demonstra a elevação social do herói ou heroína, e na maioria das vezes ela termina em um casamento;
- A comédia irônica é talvez a mais difícil, e Frye se alonga mais nesse do que nos demais modos cômicos. Em um extremo, a comédia irônica quase atinge a selvageria, infligindo dor em uma vítima indefesa pela presunção de sua culpa. Alguns exemplos disso incluem contos de linchamento, histórias de crimes e mistérios, ou de sacrifício humano. Mas a comédia irônica também oferece a sátira mordaz de uma sociedade repleta de esnobismos. Ela pode nos apresentar um protagonista rejeitado pela sociedade (que falha na reintegração típica da comédia) mas que nos aparenta ser mais esperto do que a sociedade que o rejeita. Aristófanes, Ben Johnson, Molière, Henry Fielding, Sir Arthur Conan Doyle e Graham Greene são exemplos do largo alcance das possibilidades da comédia irônica.

Finalmente, Frye explora a natureza da literatura temática em cada um de seus modos.
Aqui, o conteúdo intelectual é mais importante do que o enredo, por isso as obras são organizadas pelo que é considerado de maior autoridade ou alcance pedagógico.
- No modo mítico predominam-se as escrituras sagradas, uma forma de literatura que alega inspiração divina;
- No modo romântico, os deuses se retiraram para o céu e cabe aos contadores de histórias das sociedades nômades relembrar as listas dos nomes de seus patriarcas, os provérbios, tradições, magias e feitos de seus grandes heróis - "lembrar" é um termo-chave em Homero e na poesia épica em geral;
- No modo mimético-alto, a sociedade é estruturada em torno da cidade capital, e os épicos "nacionais" como "A Rainha das Fadas" e "Os Lusíadas" são típicos;
- No modo mimético-baixo, a exposição temática tende a um individualismo e romantismo. Os pensamentos e ideias individuais do autor se tornaram agora um centro da autoridade, como em "The Prelude" de William Wordsworth;
- Finalmente, no modo irônico, o poeta figura como um mero observador em vez de um comentador autoritário, produzindo escritos que tendem a enfatizar a descontinuidade e a anti-epifania. "The Waste Land" de T. S. Eliot, ou o Finnegans Wake de James Joyce são exemplos desse modo temático.

## Segundo ensaio - Crítica ética: uma teoria dos símbolos
Uma vez estabelecida a teoria dos modos, Frye propõe cinco níveis, ou fases, do simbolismo, cada fase possuindo o seu próprio "mythos, ethos e dianóia", como propostos no primeiro ensaio. As fases de Frye são baseadas nos quatro níveis da alegoria medieval (as duas primeiras fases constituindo o primeiro nível). Além disso, Frye relaciona as cinco fases com as cinco eras da humanidade no primeiro ensaio, correspondendo aos seus cinco modos. Frye define um símbolo literário como "qualquer unidade dentro de qualquer estrutura literária que pode ser isolada para a atenção crítica".
As cinco fases do simbolismo são:
- Literal e descritiva (motivos e signos)
- Formal (imagens)
- Mítica (arquétipos)
- Anagógica (mônada)

A fase descritiva representa a propriedade externa, ou centrífuga, do símbolo. Por exemplo, quando uma palavra como 'gato' evoca uma definição, uma imagem, uma experiência, ou qualquer propriedade conectada à própria palavra que é externa ao contexto literário, ou seja, o símbolo representa algo externo ao contexto em que a palavra está sendo usada, temos que a palavra está sendo interpretada em sua simbologia descritiva. Frye denomina qualquer símbolo desse tipo como um signo. Ele não define signo de nenhuma maneira além dessa, em que se aponta um sentido externo, e ele também não se refere a nenhuma teoria semiótica em particular. Em oposição ao signo está o motivo, que é o símbolo tomado em sua fase literal. Essa fase demonstra o sentido interno, ou centrípeto, do significado, mais bem descrito como o seu sentido contextual. Para Frye, literal significa praticamente o oposto do uso corrente; quando dizemos que algo "literalmente" significa alguma coisa, isso geralmente envolve uma referência a uma definição externa ao texto, como uma definição de dicionário, ou uma ideia apreendida anteriormente por um uso anterior da mesma palavra. Em vez disso, para Frye, literal se refere ao significado do símbolo em sua situação literária específica, enquanto descritivo se refere à conotação pessoal e à definição convencional. Finalmente, Frye desenvolve uma analogia entre o ritmo e a harmonia, respectivamente, com as fases literal e descritiva. A fase literal tende a ser horizontal, dependendo do que virá antes ou depois do símbolo, enquanto a fase descritiva tende a ser dispersa no espaço, tendo significados externos que variam em proximidade com o sentido contextual.
Frye então introduz sua fase formal, representada pela imagem, para definir uma camada de significado que resulta da interação entre a harmonia e o ritmo dos signos e motivos. As imagens mais frequentemente repetidas dão um tom à obra literária (como a cor vermelha em Macbeth), com imagens menos repetidas formando um contraste tonal como pano de fundo. Essa parte do ensaio nos dá uma representação fiel do formalismo literário (também chamado Nova Crítica). A representação de Frye do formalismo aqui aqui é única; mas é uma parte do sistema maior de crítica literária que Frye descreve ao longo de sua obra. A noção de forma (e talvez da fase literal de Frye) assume um sentido inerente ao texto - o que é contestado por muitos críticos desconstrucionistas.
A fase mítica é o tratamento de um símbolo enquanto arquétipo. Este conceito se relaciona mais proximamente com a intertextualidade, e considera o símbolo em uma obra como interconectado com simbolismos similares através da literatura. Enquanto Frye lida com mitos e arquétipos de uma perspectiva mais ampla no terceiro ensaio, aqui ele foca nos métodos críticos de traças a herança do símbolo através das obras literárias tanto antes e depois da obra em questão. Frye argumenta que a convenção é uma parte vital da literatura e que a lei de direito autoral é deletéria ao processo da criação literária. Frye aponta o uso da convenção de Shakespeare e Milton como exemplos para reforçar o argumento de que até mesmo a cópia plena de um texto ou enredo não significam a morte da criatividade. Além disso, Frye argumenta que mesmo escritores românticos e anticonvencionais como Walt Whitman também tendem a seguir convenções. Na crítica, o estudo da fase arquetípica do símbolo está relacionado ao debate psicológico da 'natureza versus a natureza'. Em vez de compreender o símbolo como uma realização única do autor, ou como uma qualidade inerente ao texto, a fase arquetípica situa o símbolo em sua sociedade de parentescos literários como um produto de seus antepassados convencionais.
Finalmente, Frye propõe na fase anagógica o símbolo tratado como mônada. A fase anagógica da alegoria medieval tratava o texto como se expressasse o mais elevado significado espiritual. Por exemplo, Beatrice na Divina Comédia de Dante representaria a esposa de Cristo. Frye argumenta que não há apenas uma conexão lateral de arquétipos através da intertextualidade, mas há também uma unidade transcendente e quase espiritual no corpo da literatura. Frye descreve a anagogia na literatura como "a imitação de uma ação social infinita e pensamento humano infinito, a mente de um homem que é todos os homens, a palavra universalmente criativa que é todas as palavras."

## Terceiro ensaio - Crítica arquetípica: uma teoria dos mitos
O terceiro ensaio é a culminação da teoria de Frye naquilo que une os elementos da caracterização de cada uma das cinco fases simbólicas apresentadas nos dois primeiros ensaios em um corpo orgânico. Esse corpo é organizado em volta da metáfora do desejo e da frustração humana, como manifestado em metáforas das grandes categorias dos seres (divino, humano, animal, vegetale mineral) e em analogia com as quatro estações.
Em determinado ponto temos as imagens do apocalipse, que tipificam a revelação do céu e a última realização do desejo humano. Neste estado, a estrutura literária aponta para a unificação de todas as coisas em um único símbolo anagógico. A metáfora do divino é a deidade, do humano é Cristo (ou outros seres que representem a totalidade humana em uma culminação espiritual), do animal é o cordeiro, do vegetal é a Árvore da vida ou a vinha, e do mineral é a Jerusalém divina, ou a cidade de Deus.
No polo oposto estão as imagens demoníacas, que tipificam a frustração, perversão, ou a oposição dos desejos humanos. Neste estado, as coisas tendem à anarquia e à tirania. O divino é um Deus zangado e inescrutível que demanda um sacrifício, o humano é o anti-cristo tirânico, o animal é o predador como o leão, o vegetal é a madeira má como encontrada no início do Inferno de Dante ou na "Young Goodman Brown" de Hawthorne, e o mineral é a cidade distópica personificada pelo 1984 de Orwell, ou pelo Castelo de Kafka.
Finalmente temos a imagística analógica, ou mais simplesmente, representações dos estados similares ao paraíso ou ao inferno, mas não idênticos. Há uma grande variedade na imagística dessas estruturas, mas animais domesticados e reis sábios são comuns em estruturas analógicas ao apocalíptico (analogias da inocência), enquanto aristocratas predatórios e massas vivendo em miséria caracterizam a analogia ao demoníaco (analogia da experiência)
Frye então identifica o modo mítico com o apocalíptico, o irônico com o demoníaco, e o romântico e mimético-baixo com suas respectivas analogias. O mimético alto, então, ocupa o centro de todos os quatro. Essa ordenação permite a Frye estabelecer os modos em um diagrama circular, apontando a natureza cíclica dos mitos e arquétipos. Neste ambiente, a literatura representa o ciclo do nascimento, crescimento, maturidade, declínio, morte, ressurreição, renascimento, e a repetição do ciclo. O resto do capítulo lida com o ciclo das quatro estações incorporadas nos quatro "mythoi": comédia, romance, tragédia, e ironia ou sátira.

## Diversos
- A dedicatória em latim no início ("Helenae Uxori") é para esposa de Northrop, Helen.
- Desenvolvida a Teoria do mundo verde de Frye